# Исфаринский район
Исфари́нский район (тадж. Ноҳияи Исфара) — административный район в составе Согдийской области Республики Таджикистан. Центр крупнейшего плодоовощеводческого района Таджикистана.
Образован 15 сентября 1927 года в составе Ходжентского округа Узбекской ССР. В октябре 1929 года включён в состав Таджикской ССР.
Районный центр — город Исфара, расположенный в 107 км восточнее города Худжанда, на реке Исфара. Площадь района — 880,9 км2.

## История
В Ферганской долине располагались крупнейшие города Центральной Азии, такие как Худжанд, Истаравшан и Исфара. Через долину проходил Великий шёлковый путь, связывавший Китай, Азию с Россией и Европой.
Исфара считается одним из древнейших городов Средней Азии. Вначале этот город имел название Асбара. Впервые город был назван «Исфара» в X веке в «Истории Табари».
Период развития экономики и культуры Исфары связан с вхождением её в состав государства Саманидов.
Исфара в конце XIX и в начале XX веков получила новый стимул развития, становясь крупным районом сельскохозяйственного производства Туркестанского края.

## География
Район расположен в предгорьях Туркестанского хребта в Ферганской долине. На севере граничит с Ферганской областью Узбекистана, на юге и востоке — с Баткенской областью Кыргызстана, на западе — с Канибадамским районом Согдийской области Таджикистана.

## Население
Население по оценке на 1 января 2019 года составляет 269 500 человек, в том числе городское — в посёлках Нефтеабад (4,1 тыс.), Шураб (3,0 тыс.) и Нурафшон (1,6 тыс.) — 4,3 % или 8700 человек.
| Численность населения | Численность населения | Численность населения | Численность населения | Численность населения | Численность населения | Численность населения | Численность населения |
| 1939                  | 2003                  | 2004                  | 2005                  | 2006                  | 2007                  | 2008                  | 2009                  |
| --------------------- | --------------------- | --------------------- | --------------------- | --------------------- | --------------------- | --------------------- | --------------------- |
| 50 543                | ↗171 000              | ↗173 800              | ↗176 700              | ↗179 200              | ↗182 100              | ↗185 200              | ↗189 100              |
| 2019                  | 2020                  | 2021                  | 2022                  |                       |                       |                       |                       |
| ↗269 600              | ↗274 000              | ↗282 200              | ↗285000               |                       |                       |                       |                       |

## Административное деление
В состав Исфаринского района входят 3 посёлка городского типа: Нефтеабад, Нурафшон и Шураб, а также 9 сельских общин (тадж. ҷамоат):
| Сельская община | Население (2015) |
| --------------- | ---------------- |
| Нефтеабад, пгт  | 4,300            |
| Нурафшон, пгт   | 1,600            |
| Шураб, пгт      | 3,000            |
| Ворух           | 30,506           |
| Зумрад          | 16,555           |
| Кулканд         | 22,731           |
| Лаккон          | 7,579            |
| Навгилем        | 38,104           |
| Сурх            | 14,456           |
| Хонобод         | 12,159           |
| Чильгази        | 15,997           |
| Чоркух          | 37,065           |

Главой Исфаринского района является Председатель Хукумата, который назначается Президентом Республики Таджикистан. Главой правительства Исфаринского района является Председатель Хукумата. Законодательный орган Исфаринского района — Маджлис народных депутатов, который избирается всенародно на 5 лет.

## Климат
Климат континентальный, жаркое лето и умеренно холодная зима. Температура воздуха в среднем 27°С в июле и −3°С в январе. Среднегодовое количество осадков составляет 200—500 мм. Январские температуры в долинах колеблются около 0°, в высокогорьях опускаются до −27 °C, июльские температуры варьируют от 23 до 30 °C. Осадков на равнинах выпадает 150—300 мм в год, а выше 1000 м над уровнем моря — 700 мм и более (до 3000 мм в высокогорьях).

## Памятники
В 1585—1586 годах шейбанидом Абдуллаханом в Исфаре строится одно из крупных монументальных архитектурных сооружений, называемое то медресе, то мечеть-намозгох. Старое здание памятника ныне состоит из центрального купольного помещения и многокупольного бокового крыла. Купола покоятся на массивных кирпичных столбах. Левое крыло здания в прошлом было разрушено и на его месте возведена летняя айванного типа расписная мечеть. Три стороны двора старого здания были со сложной историей строительства, разрушений и ремонтов. Намозгох, видимо, действительно выполнял функции медресе и мечети. Мечеть медресе занимает важное место в истории таджикского зодчества.
Также есть остатки средневековой крепости Калаи-Боло, в селении Чоркух — мавзолей Хазрати-Баба (X—XII вв.).

## Культура
Исфара является одним из культурных центров Ферганской долины. Уроженцами и жителями Исфаринского района были такие деятели культуры, как поэты X—XII веков Сайф Исфаранги, Мушфар Исфароини, Мехри, Бехджад Исфаранги, искусный знаток народного танца Нигина, учёный XVII века Ибрагим Риязидан (составил таблицу Пифагора), поэтесса Надирабегим, писатель и учёный Лутфулло Бузургзода, драматург Султон Саидмуродов и Абдусалом Атобоев, знаток классической музыки Мирзокурбон Солиев, писатель Ибод Файзуллоев, историк и первооткрыватель Саразма, профессор Абдуллоджон Исхоки, выдающаяся гимнастка Нелли Ким и другие. Ныне ведут деятельность такие известные люди, как академик Абдухамид Джураев, композитор Зайнидин Зулфикоров, писатель Субхон Ёдгори, журналисты Бободжон Навруз, Нозимджон Бобоев, Судуриддин Махкамов, поэт Хабиб Муаззама Ибрагимова. Известные эстрадные певцы Хабиб Бобоев, Бахтиёр Ибрагимов, Исмоилджон Диянбеков, известный певец классических и современных песен Исроил Файзидинов, талантливый актёр Шухрат Халимов.
Исфара с давних времен прославилась народными умельцами. Здесь издревле развивались резьба по дереву, кузнечные, гончарные и другие ремесла. Особенно популярно искусство резчиков по ганчу и по дереву.
В окрестностях Исфары снимались эпизоды фильмов «Через тернии к звёздам», «Сказание о Рустаме», «Рустам и Сухраб», «Сказание о Сиявуше», «Хасан-арбакеш», «Седьмая пуля» и других картин.